# Elsa Ehrich
Else Lieschen Frida "Elsa" Ehrich (Fürstenberg/Havel, 8 de março de 1914 - Lublin, 26 de outubro de 1948) foi uma guarda da Schutzstaffel (SS) nos campos de concentração nazistas, incluindo Cracóvia-Płaszów e o campo de concentração de Majdanek durante a Segunda Guerra Mundial. Ela foi julgada em Lublin, Polônia, nos Julgamentos de Majdanek e condenada à morte por crimes de guerra. Ehrich foi enforcada em 26 de outubro de 1948. Elsa participou juntamente com sua assistente Hermine Braunsteiner de todas as seleções principais para as câmaras de gás e execuções.

## Biografia
Elsa Ehrich nasceu em Fürstenberg/Havel no norte do estado de Brandemburgo. Elsa trabalhava em um matadouro. Em 15 de agosto de 1940, ela se ofereceu para servir no campo de concentração de Ravensbrück como guarda da SS. Em outubro de 1942, ela foi transferida para Majdanek perto de Lublin, onde depois de algum tempo foi promovida a SS-Oberaufseherin. Ela estava sob o comando da SS no acampamento. Ehrich é considerada a responsável pela morte de milhares de prisioneiros inclusive de crianças nas câmaras de gás. Durante os 34 meses de operação do campo, mais de 79.000 prisioneiros foram assassinados apenas no campo principal (59.000 deles judeus poloneses) e entre 95.000 e 130.000 pessoas em todo o sistema de subcampos de Majdanek. Em 3 de novembro de 1943, cerca de 18.000 judeus foram mortos em Majdanek durante o maior massacre de um único dia, chamado Festival da Colheita (totalizando 43.000 com 2 subcampos). Em fevereiro de 1943, Ehrich adoeceu devido à febre tifóide. Em 5 de abril de 1944, ela foi para o campo de concentração de Cracóvia-Płaszów e, de junho de 1944 a abril de 1945, foi designada para o campo de concentração de Neuengamme. Após a guerra, em maio de 1945, ela foi presa em Hamburgo e permaneceu no campo de criminosos de guerra PWE29 em Dachau, onde dividia a cela com Maria Mandel. Ela foi transferida para as autoridades polonesas. Em 1948, ela se apresentou perante o Tribunal Distrital de Lublin no segundo Julgamento de Majdanek, acusada de cometer crimes de guerra e crimes contra a humanidade. Ehrich foi considerada culpada das acusações e, em 10 de junho de 1948, foi condenada à morte por enforcamento. Após o anúncio da sentença, ela pediu clemência ao presidente polonês, alegando que tinha um filho pequeno. O presidente rejeitou o pedido. Ehrich foi executada em 26 de outubro de 1948 na prisão de Lublin.